# Jan Kudra
Jan Antoni Kudra (* 5. Juli 1937 in Łódź; † 31. Januar 2023) war ein polnischer Radrennfahrer. Er war Mitglied in den Clubs Gwardia Łódź (1954–1960) und Spolem Łódź (1961–1972).

## Sportliche Laufbahn
Kudra  gewann 1960 das Rennen um den Navy Commander's Cup und 1966 das Rennen Warmia Mazury. Er siegte 1962 und 1968 in der Gesamtwertung der Polen-Rundfahrt, bei der er insgesamt vier Etappen gewann. Fünfmal nahm er an der Friedensfahrt teil und wurde 1965 Dritter des Gesamtklassements. 1966 gewann er die 4. Etappe der Friedensfahrt und einen Tagesabschnitt in der Jugoslawien-Rundfahrt. Bei den UCI-Straßen-Weltmeisterschaften 1962 wurde er Achter im Straßenrennen der Amateure. Im Straßenrennen der Olympischen Sommerspiele 1964 belegte er den 13. Rang. Bei den UCI-Straßen-Weltmeisterschaften 1966 auf dem Nürburgring belegte er im Straßenrennen der Amateure den 58. Platz.
Neunmal gewann er die polnische Meisterschaft: dreimal im Straßenrennen (1960, 1962 bis 1964), dreimal im Mannschaftszeitfahren (1962, 1963, 1964), zweimal im Einzelzeitfahren (1961, 1967) und einmal in der Einerverfolgung auf der Bahn.

## Ehrungen
In Polen wurde er während seiner sportlichen Karriere mehrfach als Bester Sportler des Jahres (1962, 1963) ausgezeichnet, erhielt das Goldene Verdienstkreuz und weitere Auszeichnungen.

## Berufliches
Seine Ausbildung hatte er an der Fachhochschule Łódź und an der University of Physical Education in Wrocław (bis 1983).  Nach seiner Laufbahn verkaufte und reparierte er Fahrräder in Łódź.